# Palliolisentis quinqueungulis
Espèce
Palliolisentis quinqueungulis est une espèce d'acanthocéphales de la famille des Quadrigyridae. C'est un parasite digestif des tétras (notamment de Triportheus paranensis et Triportheus angulatus).